# Ejiro Amos Tafiri
Ejiro Amos Tafiri est une créatrice de mode nigérianne. Elle est à l'origine de la marque Ejiro Amos Tafiri (E.A.T).

## Biographie
Ejiro Amos Tafiri est originaire de l'État du Delta, et plus précisément de la ville de Lagos. Son intérêt pour la mode a commencé à l'âge de trois ans sous l'influence de sa grand-mère qui lui fait faire des vêtements,. Ses parents attendaient d'elle qu'elle étudie la médecine mais elle opte pour les vêtements et le design au Collège de technologie de Yaba.
Après avoir travaillé pour d’autres stylistes, comme Zizi Cardow à Lagos, ou pour la marque  Tiffany Amber,, elle lance sa marque, Ejiro Amos Tafiri (E.A.T), en 2010, et en 2015, au sein de cette marque, une collection appelée The Madame est présentée à la Native & Vogue Port Harcourt Fashion Week, à la Dakar Fashion Week et à la Kenya Fashion Week.  Elle participe également à des manifestations à Paris comme la Black Fashion Week en 2019.